# Рудов, Юрий Васильевич
Юрий Васильевич Рудов (17 января 1931, Таганрог, РСФСР, СССР — 26 марта 2013, Москва, Россия) — советский фехтовальщик на рапирах, олимпийский чемпион (1960). Мастер спорта СССР (1956). Заслуженный мастер спорта СССР (1960).

## Биография
В сборную команду СССР входил с 1956 по 1964 год.
Участвовал в Олимпийских играх 1956.
Чемпион Олимпиады-1960 в командном первенстве по фехтованию на рапирах.
Чемпион мира 1959, 1961 и 1963, серебряный призёр ЧМ-1958 в командных соревнованиях.
Чемпион СССР 1960 года в личном первенстве.

## Награды
- Медаль «За трудовое отличие» (16.09.1960) — за успешные выступления в XVII летних и VIII зимних Олимпийских играх 1960 года, а также за выдающиеся спортивные достижения[3]